# 萱草駅

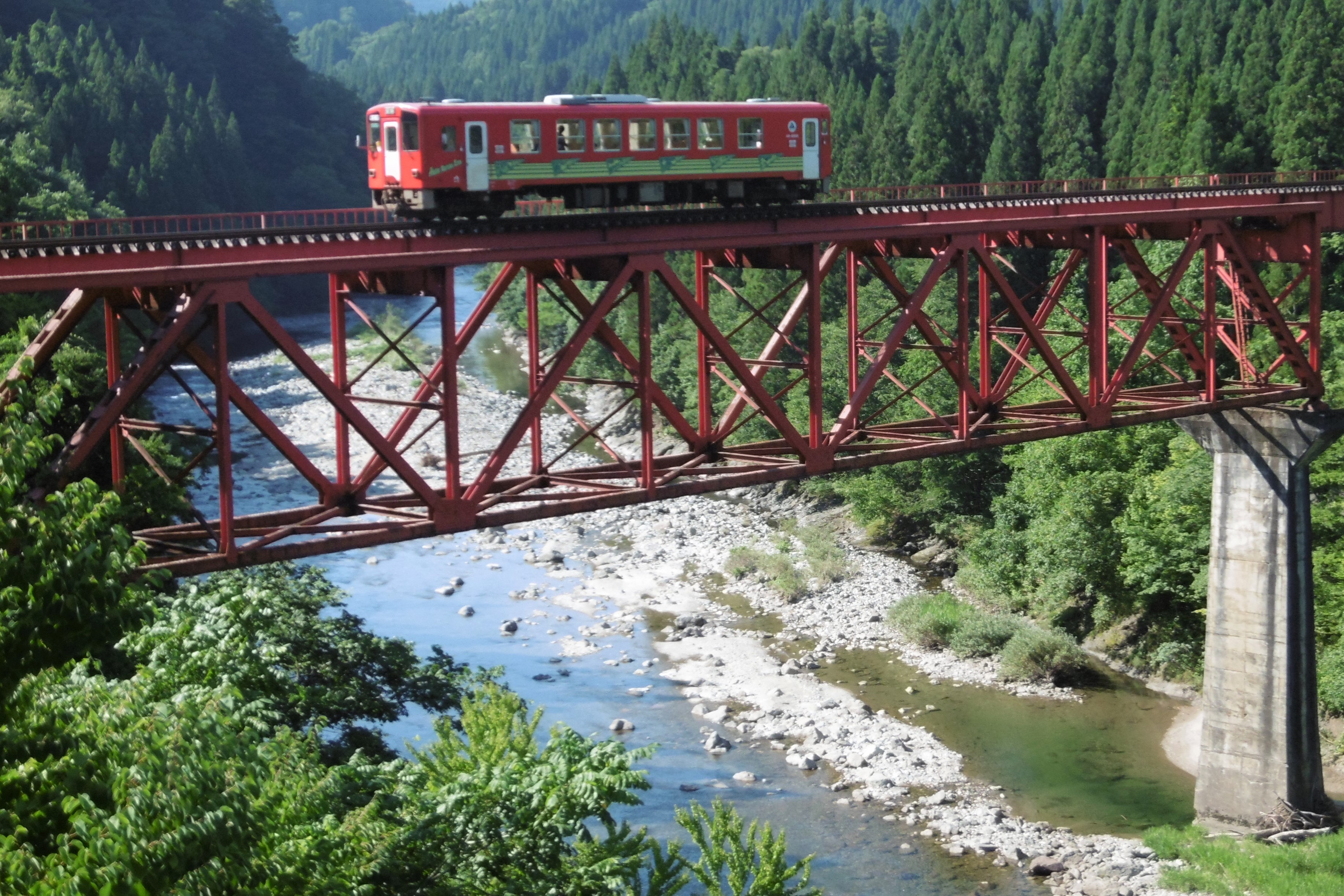
大又川橋梁

萱草駅（かやくさえき）は秋田県北秋田市阿仁萱草字水上口にある、秋田内陸縦貫鉄道秋田内陸線の駅。無人駅。

## 歴史
- 1963年（昭和38年）10月15日：国鉄阿仁合線の駅として北秋田郡阿仁町に開業[1][2]。開業当時から無人駅[2]。
- 1986年（昭和61年）11月1日：秋田内陸縦貫鉄道に転換[1]。

## 駅構造
単式ホーム1面1線を有する地上駅。駅舎はないが待合所が設置されている。

## 利用状況
| 1日乗降人員推移 | 1日乗降人員推移 |
| 年度            | 1日平均人数     |
| --------------- | --------------- |
| 2016年          | 5               |
| 2017年          | 3               |
| 2018年          | 3               |

## 駅周辺
- 阿仁川
- 国道105号
- 大又川橋梁

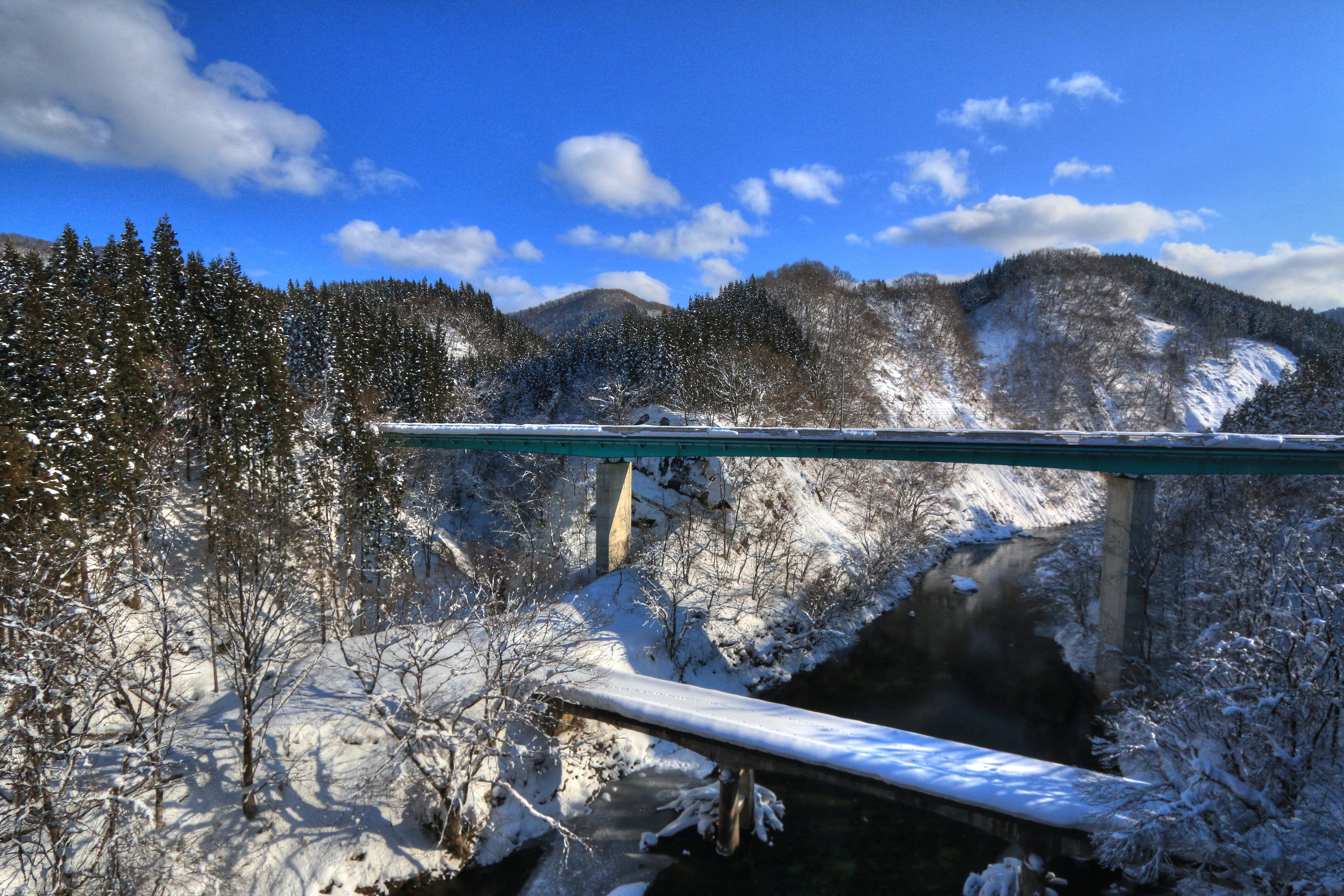
大又川橋梁周辺の風景

## 隣の駅
秋田内陸縦貫鉄道
■秋田内陸線
□快速（上り列車のみ停車）・■普通
荒瀬駅 - 萱草駅 - 笑内駅